# San Cristóbal (Villanueva de Oscos)
San Cristobal (San Cristobo en asturiano y oficialmente) es una parroquia y una aldea del concejo de Villanueva de Oscos en la comarca del Eo-Navia, Principado de Asturias, España.

## Geografía
Ocupa toda la parte septentrional del concejo. Con una superficie de 21,68 km2. Al norte y este, la Sierra de la Bobia la separa de los concejos de Vegadeo, Castropol, Boal e Illano. Al Oeste, la Sierra de Ouroso la separa del concejo de Taramundi. Y por el Sur limita con la parroquia de Villanueva del mismo concejo.  
En esta parroquia se encuentran las manchas más importantes de vegetación autóctona del concejo. El roble, el castaño y en ocasiones el abedul, ocupan amplias superficies en torno a la cabecera del río Soutelo.  
La parroquia contaba con 10 habitantes en 2022 distribuidos por : 
- La Bobia (A Bovia[2]). En el noroeste de la parroquia, en la ladera este de la Pena Pumarín, dominando el barranco que abre el arroyo de La Bobia. A 800 m de altitud se sitúa a 10 km de la capital municipal y en la actualidad cuenta con 2 habitantes.[4]
- Busdemouros. En el noroeste de la parroquia, a media ladera a una altitud de 690 m en el margen izquierdo del arroyo de Tormil, afluente del río Suarón. Se encuantra a 9 km de la capital municipal por la carretera  AS-11 . Su población en 2022 era de 5 habitantes[5]
- San Cristóbal (San Cristobo[2]). La aldea de San Cristobo se localiza en la ladera este del cordal de Murias, en un rellano llamado A Picoleira, a 725 m de altitud, dominando el barranco del arroyo de la Bobia. Como casi todos los pueblos de esta parroquia, carece de acceso rodado. Su distancia con la Capital Villanueva de Oscos es de 7 km. Tan solo tiene dos habitantes.[6] Es uno de los pueblos más bellos del concejo, tanto por sus construcciones, casas y hórreos como por su entorno natural. La Iglesia de San Cristobo se adapta al desnivel del terreno. Está construida con mampostería y sillarejo pizarroso, reservándose los sillares para los vanos. En su exterior presenta un pórtico y espadaña con arco de medio punto. En la aldea se produce una excelente miel. Esta actividad ha sido una tarea tradicional ligada a una economía de subsistencia. Como recuerdo de ella quedan numerosos cortines, recintos amurallados de forma circular u ovalada dispuestos en media ladera y cerca de cursos de agua y que servían para proteger las colmenas dispuestas escalonadamente en su interior de los ataques de los animales.
- La Sela (A Sela de Murias[2]). A 900 m de altitud en la vertiente este del pico Murias, una zona con fuerte pendiente y con importantes manchas de vegetación autóctona. A 7 km de la capital municipal sin acceso rodado. 1 habitante en 2022.[7]

## Demografía
Según los últimos datos recogidos del año 2022, San Cristobo cuenta con una población de 10 habitantes (6 hombres y 4 mujeres).   
A continuación, se muestra la evolución demográfica desde el año 2000:  
| Gráfica de evolución demográfica de San Cristóbal entre 2000 y 2022                      |
|                                                                                          |
| Fuente: Instituto Nacional de Estadística de España - Elaboración gráfica por Wikipedia. |